# Rediu (gmina Hoceni)
Rediu – wieś w Rumunii, w okręgu Vaslui, w gminie Hoceni. W 2011 roku liczyła 6 mieszkańców.